# Świadkowie Jehowy w Wenezueli

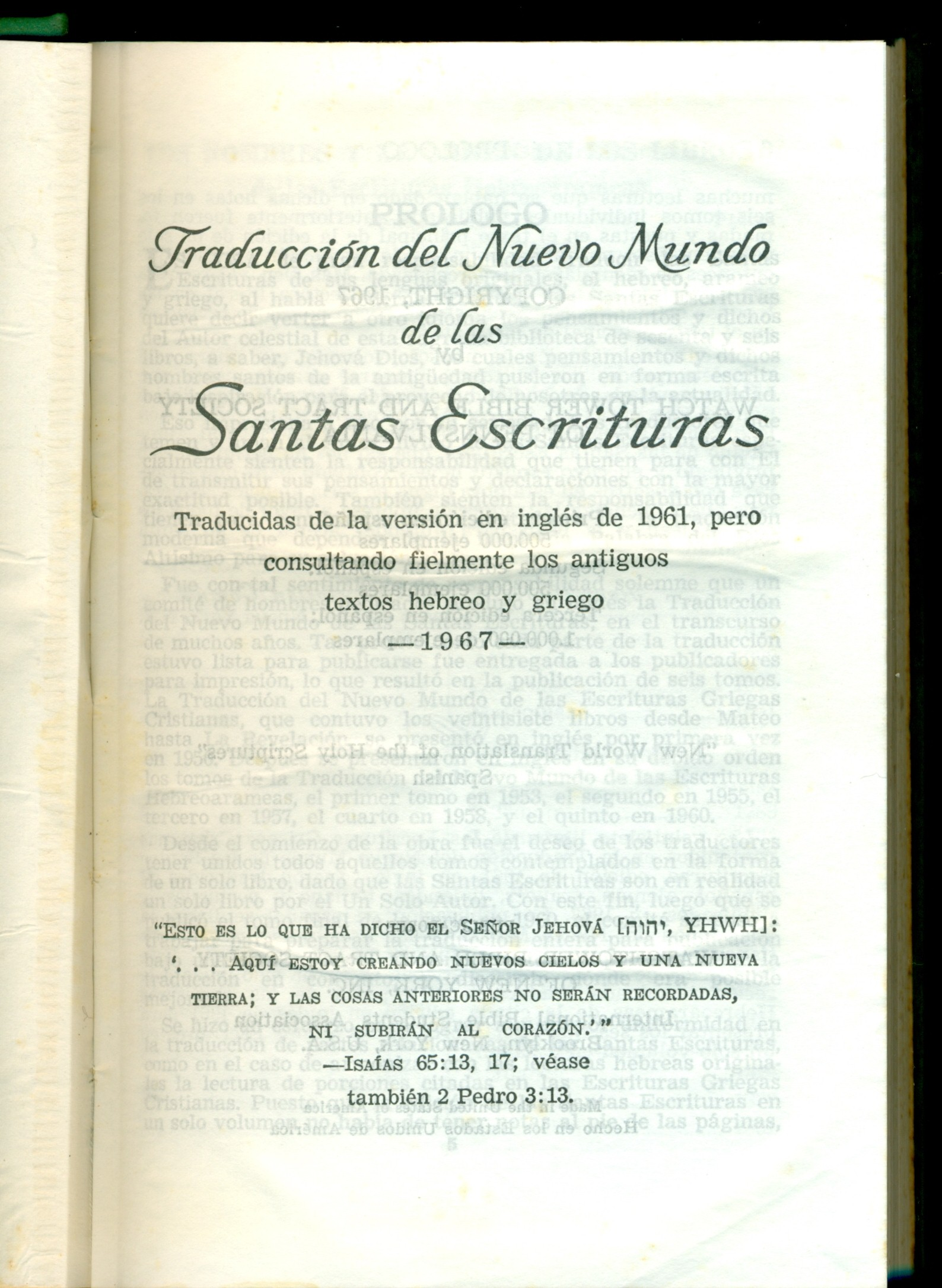
Pismo Święte w Przekładzie Nowego Świata (wyd. hiszpańskojęzyczne z 1967 r.)

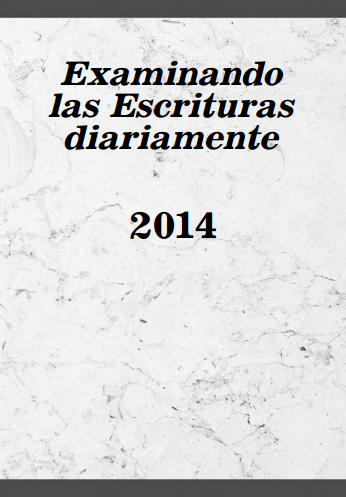
„Codziennie badanie Pism” – jedna z publikacji Świadków Jehowy – w języku hiszpańskim

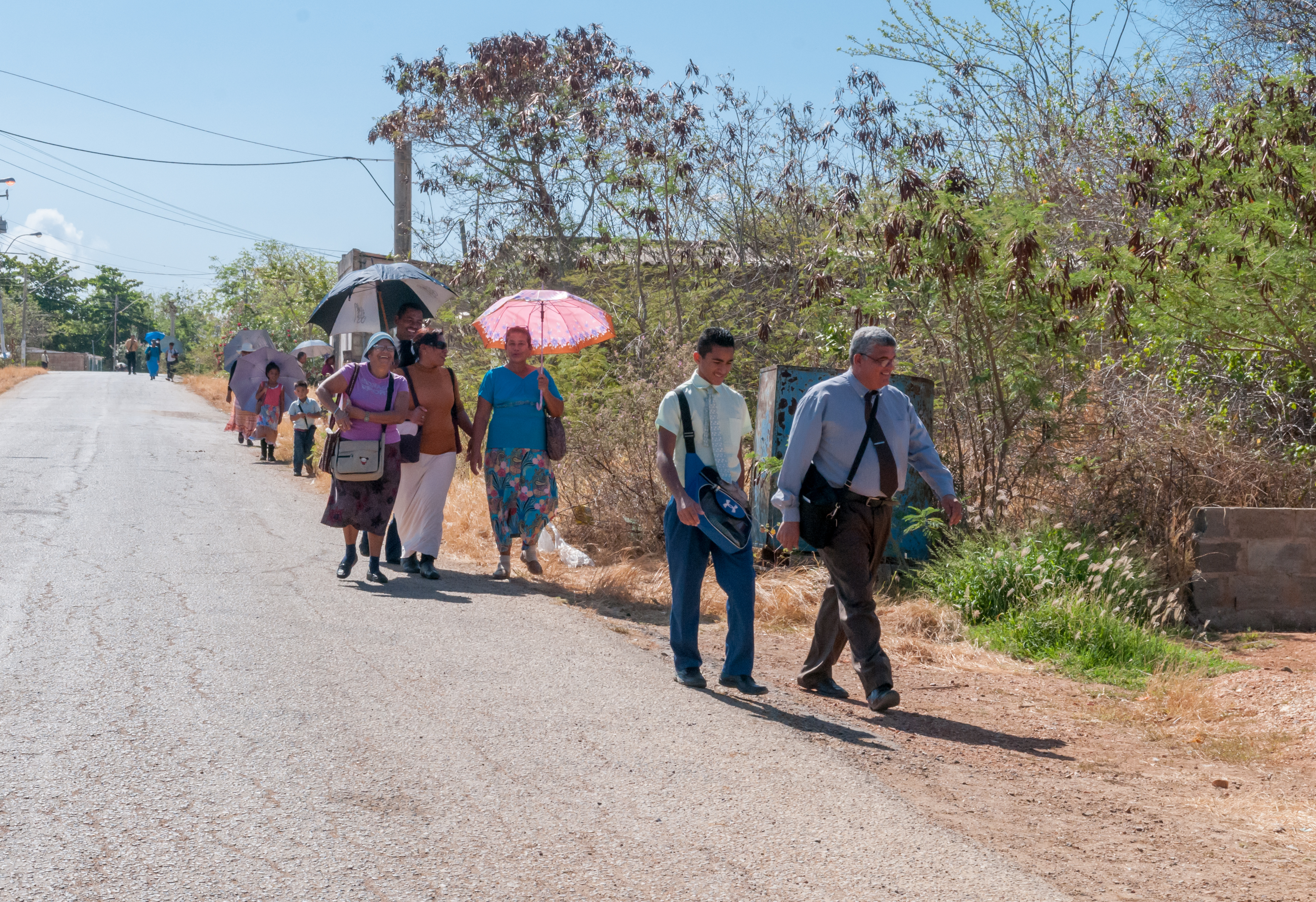
Świadkowie Jehowy w drodze do działalności ewangelizacyjnej (Wyspa Margarita, 2014)

Świadkowie Jehowy w Wenezueli – społeczność wyznaniowa w Wenezueli, należąca do ogólnoświatowej wspólnoty Świadków Jehowy, licząca w 2023 roku 134 096 głosicieli, należących do 1700 zborów. Na dorocznej uroczystości Wieczerzy Pańskiej w 2023 roku zgromadziło się 419 189 osób (ok. 1,5% mieszkańców). Działalność miejscowych głosicieli koordynuje Biuro Oddziału w La Victoria, w którym znajduje się również jeden z 17 ośrodków szkoleń biblijnych na świecie. Sale Zgromadzeń znajdują się w Campo Elías i Cúa. Jest to jedna z 27 wspólnot Świadków Jehowy na świecie, których liczebność przekracza 100 tys. głosicieli.

## Historia

### Początki
Około roku 1926 współwyznawcy z innych krajów rozpowszechnili w głównych miastach publikacje religijne. Działał tu m.in. George Young. W roku 1936 do kraju dotarła Kate Goas z córką Marion, z Teksasu w Stanach Zjednoczonych. Działały w stolicy, a później w takim miastach jak: Quiriquire, El Tigre, Ciudad Bolívar i Maracaibo. W 1938 roku oprócz nich głosiło siedmiu miejscowych nowych głosicieli (w tym Rubén Araujo; później wraz ze swoją żoną Saną działali jako misjonarze).

### Rozwój działalności
W kwietniu 1946 roku do kraju przybyli z wizytą Nathan H. Knorr i Frederick W. Franz, a wkrótce pierwsi misjonarze Szkoły Gilead, którzy we wrześniu otworzyli Biuro Oddziału i dom misjonarski w Caracas. Na koniec 1946 roku zanotowano liczbę 19 głosicieli, a rok później – 51. Od 1948 roku przybywali kolejni misjonarze, którzy utworzyli kolejne domy misjonarskie poza stolicą (do 2009 roku do Wenezueli przybyło ponad 140 misjonarzy).
W styczniu 1950 roku odbyło się pierwsze w kraju zgromadzenie w Maracaibo z udziałem Nathana Knorra i Roberta Morgana z Biura Głównego Towarzystwa Strażnica. Wykład publiczny nadało radio Ondas del Lago. Trzy lata później kraj odwiedził ponownie N. Knorr. W 1954 roku w stolicy otwarto nowe Biuro Oddziału. W roku 1955 przekroczono liczbę 1000 głosicieli.
Od 23 do 27 stycznia 1967 roku odbył się pierwszy kongres międzynarodowy w Wenezueli pod hasłem – „Synowie Boży – synami wolności”, w którym udział wzięły 10 463 osoby, w tym 515 delegatów zagranicznych i członkowie zarządu Towarzystwa Strażnica. W 1968 roku przekroczono liczbę 5000 głosicieli. W latach 1969–1984 do Wenezueli nie dotarli żadni nowi misjonarze, ponieważ nie otrzymali wiz.
Kongres pod hasłem „Boskie zwycięstwo” w Valencii odbył się w dniach od 26 do 30 grudnia 1973 roku. W lutym 1977 roku Biuro Oddziału przeniesiono do La Victoria. Kongres pod hasłem „Zwycięska wiara” odbył się w Valencii w dniach od 27 do 31 grudnia 1978 roku. Uczestniczyło w nim 30 031 osób.
W 1980 roku przekroczono liczbę 15 000 głosicieli. W 1982 roku otwarto pierwszą Salę Zgromadzeń w Cúa, a potem drugą w Campo Elías. W kwietniu 1985 roku w stolicy otwarto nowe Biuro Oddziału. W 1987 roku zorganizowano pomoc humanitarną dla ofiar powodzi w Maracay. W tym samym roku z okazji wizyty Lymana A. Swingle’a, członka Ciała Kierowniczego Świadków Jehowy na arenie Plaza Monumental w Valencii zebrało się 63 580 osób. W styczniu 1988 roku nadzorca strefy (przedstawiciel Biura Głównego Świadków Jehowy) – Don A. Adams przemawiał do 74 600 obecnych w amfiteatrze w Valencii. W 1988 roku zanotowano w Wenezueli liczbę 42 911 głosicieli.
W 1995 roku przekroczono liczbę 70 000 głosicieli. W 1999 roku zorganizowano akcje pomocy humanitarnej dla poszkodowanych przez powodzie.
3 marca 2001 roku 1600 delegatów z 22 krajów brało udział w otwarciu nowego kompleksu budynków Biura Oddziału. W 2003 roku w Cabimas powstał pierwszy zbór języka migowego w Wenezueli. W 2007 roku przekroczono liczbę 100 000 głosicieli.
Pod koniec 2011 roku do kraju przybyli kolejni misjonarze Szkoły Gilead. Na przełomie roku 2011 i 2012 Świadkowie Jehowy udzielili wsparcia współwyznawcom poszkodowanym przez powódź i osuwiska błotne, m.in. wybudowali ponad 50 nowych domów. We wrześniu 2015 roku 200 wenezuelskich delegatów brało udział w kongresie specjalnym pod hasłem „Naśladujmy Jezusa!” w Medellín w Kolumbii, a w 2019 roku w kongresie międzynarodowym pod hasłem „Miłość nigdy nie zawodzi!” w Brazylii.
W czasie trwającego kryzysu gospodarczego, który rozpoczął się pod koniec 2012 roku, dochodziło do wtargnięć uzbrojonych przestępców do Sal Królestwa – z zamiarem kradzieży urządzeń elektronicznych i innych wartościowych przedmiotów. Ponadto czasem zebrania muszą się odbywać w domach prywatnych, ponieważ gwałtowne starcia uniemożliwiają korzystanie z Sal Królestwa. Niektórzy Świadkowie Jehowy prowadzący własną działalność gospodarczą w obawie o własne bezpieczeństwo byli zmuszeni sprzedać swoje firmy i opuścić kraj. Od 2014 do 2018 roku co najmniej 749 Świadków Jehowy zostało porwanych, 15 396 przeżyło rozbój z użyciem broni, 162 padło ofiarami gwałtu lub usiłowania gwałtu, a 47 straciło życie. Jeszcze inni zmarli, ponieważ nie otrzymali niezbędnej pomocy medycznej. W trosce o podstawowe potrzeby i środki do życia Świadków Jehowy Biuro Oddziału w Wenezueli powołało własny Komitet Pomocy Doraźnej, który nadzoruje 24 podkomitety działające w całym kraju. Pomimo tej sytuacji w 2017 roku liczba głosicieli i pionierów przekroczyła 149 000. Od 2013 roku ponad 20 000 głosicieli wyjechało do innych krajów: do Argentyny, Brazylii, Chile, Ekwadoru, Hiszpanii, Kolumbii, Peru, Portugalii, Stanów Zjednoczonych i Włoch. W roku 2018 działało 60 komitetów, których głównym zadaniem jest dystrybucja żywności wśród głosicieli. Dotychczas wenezuelskie Biuro Oddziału przy pomocy Biura Oddziału w Brazylii dostarczyło setki ton żywności ponad 64 000 głosicieli w 1497 zborach. Pomimo kryzysu gospodarczego w całym kraju odbyły się 122 kongresy regionalne pod hasłem „Bądź odważny!”. W 2019 roku każdego miesiąca dzięki wsparciu sąsiednich Biur Oddziałów dostarczano setki ton podarowanej żywności 75 000 głosicieli w 1595 zborach. W 2021 roku pomocą tą było objętych 25 tysięcy głosicieli będących w potrzebie, którzy co miesiąc otrzymywali około 130 tysięcy ton żywności. W 2020 roku osiągnięto liczbę 136 542 głosicieli.
Do działalności kaznodziejskiej wśród Indian (w siedmiu językach), zamieszkujących dorzecze Amazonki, wykorzystano specjalną łódź El precursor del Amazonas (Amazoński pionier).
Od lipca do grudnia 2019 roku 640 głosicieli wzięło udział w specjalnej kampanii kaznodziejskiej w języku hiszpańskim i wayúunaiki (tym rdzennym językiem Indian posługuje się tylko kilku głosicieli, więc na potrzeby tej kampanii przygotowano specjalne zestawy z opartymi na Biblii publikacjami w wayuunaiki, filmikami szkoleniowymi i broszurami dotyczącymi kultury Indian Wayuu), przeprowadzonej na półwyspie Guajira.
W związku z pandemią COVID-19 w roku 2020 i 2021 program uroczystości Pamiątki śmierci Jezusa Chrystusa nadały stacje radiowe i telewizyjne. W 2021 roku wyemitowały go 82 stacje radiowe i 9 telewizyjnych (również w 7 rdzennych językach). Z powodu kryzysu gospodarczego i zamieszek niektórzy głosiciele z terenów nadgranicznych stanu Apure musieli szybko opuścić kraj, znaleźli schronienie w sąsiedniej Kolumbii. W styczniu 2021 roku przeprowadzono specjalną telefoniczną i listowną kampanię głoszenia. 60 stacji radiowych oraz 7 kanałów telewizyjnych przez pięć weekendów tego miesiąca nadawało wybrane wykłady biblijne.
30 października 2021 roku Miguel Guillén, członek wenezuelskiego Komitetu Oddziału, w nagranym wcześniej przemówieniu ogłosił wydane Ewangelii według Mateusza i Ewangelii według Jana w wenezuelskim języku migowym zostały wydane Ewangelia według Mateusza i Ewangelia według Jana (po raz pierwszy w tym języku zostały wydane całe księgi biblijne). W związku z pandemią COVID-19 zorganizowano specjalne zebrania w trybie wideokonferencji, którego program obejrzało ponad 2200 osób. W 2021 roku istniało 53 zborów tego języka, w których działało 1204 głosicieli.
25 czerwca 2022 roku Carlos Moreno z kolumbijskiego Komitetu Oddziału ogłosił wydanie Chrześcijańskich Pism Greckich w Przekładzie Nowego Świata (Mateusza-Dzieje) w języku wayuunaiki. Język ten ma około 728 000 użytkowników, którzy mieszkają w północnej Kolumbii i północno-zachodniej Wenezueli. Z nagranego wcześniej programu skorzystało około 2000 osób w Kolumbii i Wenezueli. Językiem tym posługuje się 443 głosicieli w 17 zborach, 1 grupie oraz 1 grupie pilotażowej w Kolumbii i Wenezueli. W maju 2022 roku prowadzono około 67 000 bezpłatnych kursów biblijnych, a w październiku już prawie 105 000. W 2024 roku delegacje z Wenezueli brały udział w kongresach specjalnych pod hasłem „Głośmy dobrą nowinę!” w Chile i Finlandii.
Kongresy i zebrania odbywają się w 16 językach (hiszpańskim, angielskim, arabskim, chińskim, guahibo, karaibskim, keczua (Chimborazo), kreolskim (Haiti), pemon, piaroa, portugalskim, romani (Rumunia), wayuunaiki, wenezuelskim migowym, włoskim i yukpa). Wenezuelskie Biuro Oddziału tłumaczy literaturę biblijną na wenezuelski język migowy oraz na pięć rdzennych języków: guahibo, pemon, piaroa, warao i yukpa.